# Música, gramática, gimnasia
Música, gramática, gimnasia es el segundo álbum de estudio de Dënver lanzado el 28 de octubre de 2010 por el Sello Cazador. Producido por Cristián Heyne y Milton Mahan.

## Lista de canciones
Todas las canciones escritas y compuestas por Milton Mahan y Mariana Montenegro, excepto donde se indique. 
| N.º | Título                     | Vocalista principal                | Duración |  |
| 1.  | «Mi primer oro»            | Mariana Montenegro                 | 3:20     |  |
| 2.  | «Olas gigantes»            | Mariana Montenegro                 | 4:34     |  |
| 3.  | «Lo que quieras»           | Milton Mahan                       | 4:33     |  |
| 4.  | «Diane Keaton»             | Milton Mahan                       | 3:53     |  |
| 5.  | «Los adolescentes»         | Mariana Montenegro y Milton Mahan. | 6:48     |  |
| 6.  | «Los Bikers»               | Milton Mahan                       | 4:31     |  |
| 7.  | «Feedback»                 | Mariana Montenegro                 | 5:17     |  |
| 8.  | «Cartagena»                | Mariana Montenegro                 | 3:27     |  |
| 9.  | «Segundas destrezas»       | Milton Mahan                       | 1:15     |  |
| 10. | «Litoral Central»          | Mariana Montenegro                 | 3:57     |  |
| 11. | «En medio de una fiesta»   | Milton Mahan                       | 3:56     |  |
| 12. | «De explosiones y delitos» | Milton Mahan                       | 3:47     |  |

## Lanzamiento
| País              | Fecha                 | Formato | Discografía                       | Edición  |
| ----------------- | --------------------- | ------- | --------------------------------- | -------- |
| Bandera de Chile  | 28 de octubre de 2010 | CD      | Cazador/Feria Music               | Estándar |
| Bandera de España | Marzo de 2011         | CD      | Federación de Universos Pop (FUP) | Estándar |
| Bandera de Chile  | 31 de agosto de 2011  | LP      | MGG                               | Vinilo   |

## Personal
Dënver
- Milton Mahan: Voz, coros, bajo y guitarras.
- Mariana Montenegro: Voz, coros, teclados y piano.

Músicos adicionales
- Mauricio Galleguillos: batería acústica.
- Fakuta & The Laura Palmers: Coros en «Feedback» y «Cartagena».
- Conjunto Egmont: Cuerdas.
- Ignacio Muñoz: Trompeta.
- Matías Varela: Trombón.
- Óscar Montenegro: Saxofón.

Producción
- Cristián Heyne: producción y mezclas.
- Milton Mahan: producción y mezclas.
- Gonzalo González: Masterización (Estudios Triana).
- Marco Romero: Edición.

Grabación
- Estudios Triana (Gonzalo González): Cuerdas, bronces y batería.
- Estudio de Cristián Heyne (Cristián Heyne y Milton Mahan): Voces, sintetizadores, guitarras y bajo.
- Casa de Andrés Pollack (Rodrigo Sáez): Piano

Arte disco
- Tamara Ibarra Montenegro: Modelo.
- Pedro Rajevic: Modelo.
- Ricardo García Villegas: Fotos.
- Felicia Morales: Maquillaje.
- Alejandro Soto Salas: Ilustraciones.
- Pablo Serrano: Diseño.